# Liste der Baudenkmäler in Wörth (Landkreis Erding)

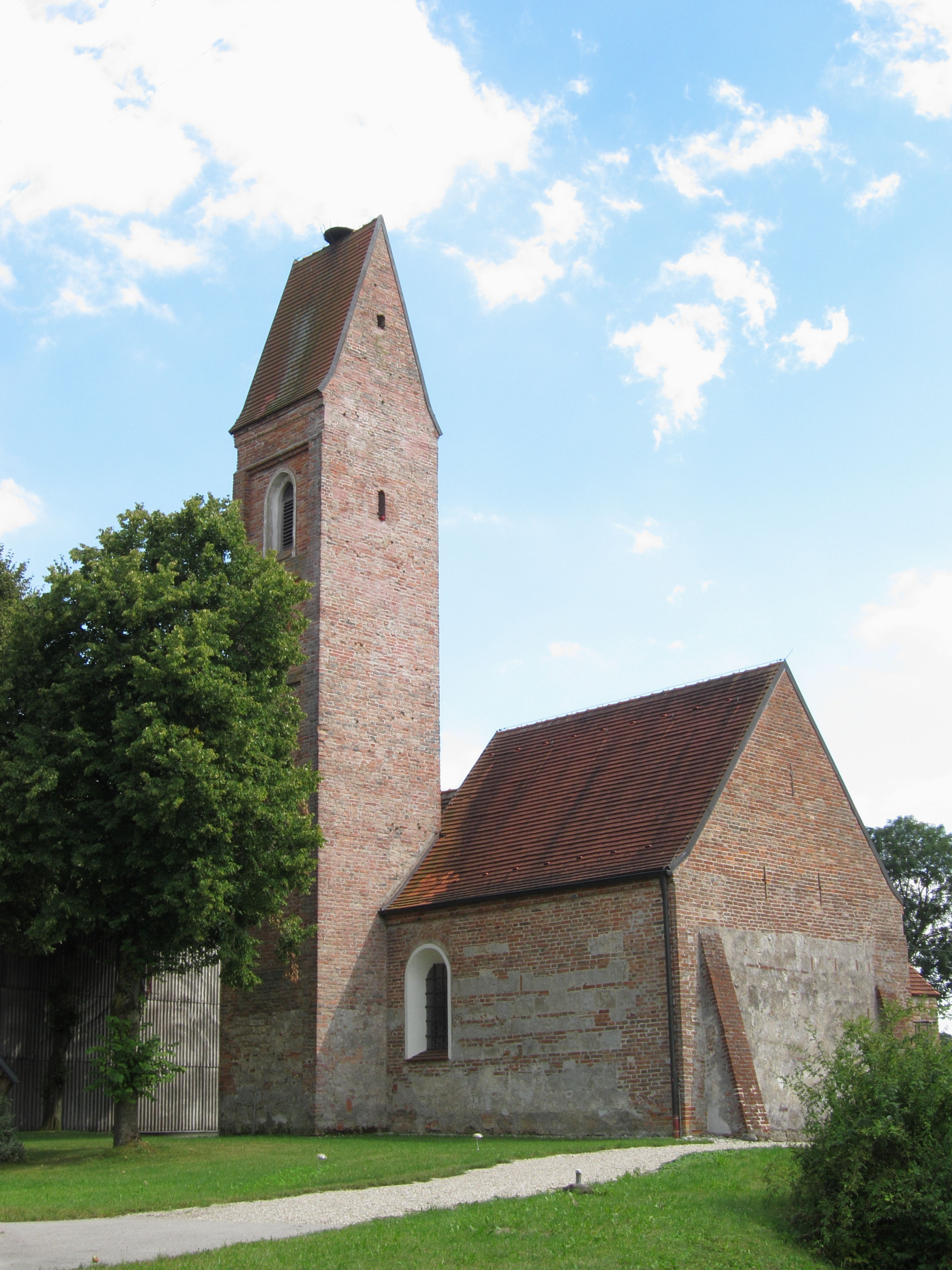
St. Martin in Sonnendorf

Auf dieser Seite sind die Baudenkmäler in der oberbayerischen Gemeinde Wörth zusammengestellt. Diese Tabelle ist eine Teilliste der Liste der Baudenkmäler in Bayern. Grundlage ist die Bayerische Denkmalliste, die auf Basis des Bayerischen Denkmalschutzgesetzes vom 1. Oktober 1973 erstmals erstellt wurde und seither durch das Bayerische Landesamt für Denkmalpflege geführt wird. Die folgenden Angaben ersetzen nicht die rechtsverbindliche Auskunft der Denkmalschutzbehörde.

## Baudenkmäler nach Ortsteilen

### Wörth
| Lage                               | Objekt                             | Beschreibung | Akten-Nr.    | Bild           |
| ---------------------------------- | ---------------------------------- | --- | ------------ | -------------- |
| Pfr.-Ostermayr-Straße 2 (Standort) | Katholische Pfarrkirche St. Petrus | Saalbau mit Spindelhelm, bedeutender Barockbau von Johann Baptist Lethner, 1738/40; mit Ausstattung Bei einem Brand im März 2016 wurde der Hochaltar und weitere Teile der Ausstattung schwer beschädigt. | D-1-77-144-1 | weitere Bilder |
| Pfr.-Ostermayr-Straße 4 (Standort) | Pfarrhaus                          | Kubischer Walmdachbau mit gewölbten und stuckierten Innenräumen, erbaut 1750. | D-1-77-144-2 | Pfarrhaus      |
| Pretzener Straße 1 (Standort)      | Kleinbauernhaus                    | eingeschossiger Einfirsthof mit flachem Satteldach, zweites Viertel 19. Jahrhundert. | D-1-77-144-3 | BW             |

### Hörlkofen
| Lage                          | Objekt                                         | Beschreibung | Akten-Nr.    | Bild           |
| ----------------------------- | ---------------------------------------------- | --- | ------------ | -------------- |
| Erdinger Straße 10 (Standort) | Neue Katholische Pfarrkirche St. Bartholomäus  | modern barockisierender Saalbau mit Zwiebelturm, 1925.                                                                                   | D-1-77-144-8 | weitere Bilder |
| Wörther Straße 25 (Standort)  | Alte Katholische Filialkirche St. Bartholomäus | Saalkirche mit Zwiebelturm, im Kern 13. Jahrhundert, Vorzeichen spätgotisch, barockisiert zweite Hälfte 17. Jahrhundert; mit Ausstattung | D-1-77-144-6 | weitere Bilder |

### Kirchötting
| Lage                     | Objekt                                          | Beschreibung | Akten-Nr.    | Bild           |
| ------------------------ | ----------------------------------------------- | --- | ------------ | -------------- |
| Kirchötting 7 (Standort) | Katholische Filialkirche Zu unserer lieben Frau | vormals Mariä Geburt; Saalkirche mit breitem Zwiebelturm, zweite Hälfte 15. Jahrhundert, Sakristei 1779; mit Ausstattung | D-1-77-144-7 | weitere Bilder |

### Rottmann
| Lage                  | Objekt              | Beschreibung | Akten-Nr.               | Bild                |
| --------------------- | ------------------- | --- | ----------------------- | ------------------- |
| Rottmann 1 (Standort) | Ehemaliges Wohnhaus | Ehemaliges Wohnhaus eines Vierseithofes, sogenanntes Schweizerhaus, zweigeschossiger Putzbau mit Mittelrisalit und Krüppelwalmdach, 1904. | D-1-77-144-10           | Ehemaliges Wohnhaus |
| Rottmann (Standort)   | Kapelle             | Hofkapelle, modernes Rokoko, 1894; mit Ausstattung.                                                                                       | D-1-77-144-10 zugehörig | weitere Bilder      |

### Sankt Koloman
| Lage                          | Objekt                                   | Beschreibung                                                                                        | Akten-Nr.     | Bild           |
| ----------------------------- | ---------------------------------------- | --------------------------------------------------------------------------------------------------- | ------------- | -------------- |
| Lupperger Straße 3 (Standort) | Katholische Wallfahrtskirche St. Koloman | zentralisierender Saalbau mit Dachreiter in barocken Formen von Anton Kogler, 1718; mit Ausstattung | D-1-77-144-11 | weitere Bilder |

### Sonnendorf
| Lage                     | Objekt                              | Beschreibung | Akten-Nr.     | Bild           |
| ------------------------ | ----------------------------------- | --- | ------------- | -------------- |
| Sonnendorf 19 (Standort) | Katholische Filialkirche St. Martin | spätgotischer Backsteinbau mit eingezogenem polygonalem Chor und romanischen Bauteilen, Turm 14. Jahrhundert, ansonsten zweite Hälfte 15. Jahrhundert; mit Ausstattung | D-1-77-144-12 | weitere Bilder |

### Wifling
| Lage                      | Objekt                               | Beschreibung                                                                    | Akten-Nr.     | Bild           |
| ------------------------- | ------------------------------------ | ------------------------------------------------------------------------------- | ------------- | -------------- |
| Hauptstraße 40 (Standort) | Katholische Filialkirche St. Urbanus | Saalkirche im Kern spätgotisch, von Anton Kogler 1706 umgebaut; mit Ausstattung | D-1-77-144-13 | weitere Bilder |

## Ehemalige Baudenkmäler
In diesem Abschnitt sind Objekte aufgeführt, die früher einmal in der Denkmalliste eingetragen waren, jetzt aber nicht mehr. Objekte, die in anderem Zusammenhang – also z. B. als Teil eines Baudenkmals – weiter eingetragen sind, sollen hier nicht aufgeführt werden. Aktennummern in diesem Abschnitt sind ehemalige, jetzt nicht mehr gültige Aktennummern.

| Lage                                      | Objekt              | Beschreibung                                                                                     | Akten-Nr.    | Bild |
| ----------------------------------------- | ------------------- | ------------------------------------------------------------------------------------------------ | ------------ | ---- |
| Wörth Pretzener Straße 3 (Standort)       | Kleinbauernhaus     | erdgeschossiger Mauerwerksbau mit Satteldach und schlichtem Dekor, erste Hälfte 19. Jahrhundert. | D-1-77-144-4 | BW   |
| Breitötting Breitötting 16, 18 (Standort) | Ehemaliges Gasthaus | Zweigeschossiger Satteldachbau mit Stuckmedaillons und Aufzugsöffnungen, bezeichnet 1848.        | D-1-77-144-5 | BW   |